# Accidente del UH-60M de Taiwán de 2020

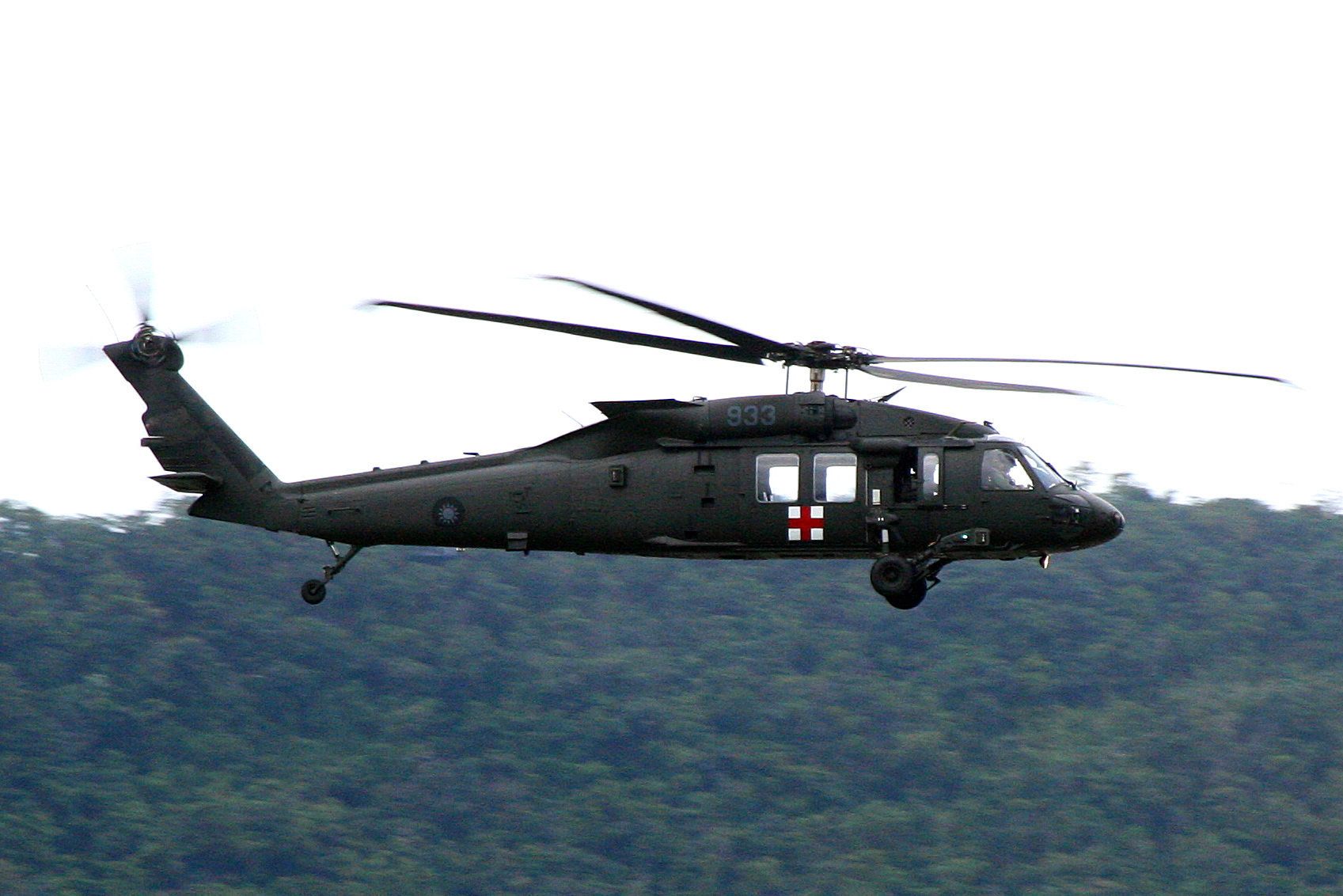
El helicóptero UH-60M Black Hawk N.º 933 accidentado del Ejército de la República de China, fotografiado en 2018

El accidente del helicóptero UH-60M Black Hawk de la Fuerza Aérea de la República de China de 2020 fue un accidente aéreo ocurrido en Taiwán el 2 de enero de 2020. Un helicóptero Sikorsky UH-60M Black Hawk perteneciente al equipo de Rescate de la Fuerza Aérea de la República de China con base de operaciones en el Aeropuerto Songshan, en el distrito de Songshan, Taipéi. En el camino desde la base hasta la estación de radar Dongaoling en la ciudad de Suao, condado de Yilan, se estrelló contra un arroyo del valle montañoso del distrito de Wulai, Nueva Taipéi. Entre los 13 ocupantes que se encontraban a bordo estaban el General de la Fuerza Aérea Shen Yi-ming, entonces jefe de Estado Mayor del Ministerio de Defensa Nacional de la República de China, el Mayor general de la Fuerza Aérea Qin Wen, el director adjunto de la Oficina de Operaciones Políticas del Ministerio de Defensa Nacional y General de División del Ejército Hong Hong-jun, el subjefe Adjunto de la Oficina del Personal de Inteligencia del Cuartel General del Estado Mayor del Ministerio de Defensa Nacional. Ocho personas, incluidos generales de alto rango y el primer suboficial jefe del Cuartel General del Estado Mayor del Ministerio de Defensa Nacional, Han Zheng-hong, y otras personas 8 murieron. Entre ellos, Shen Yi-ming, que era un general de segundo nivel antes de su muerte, lo que hace que este accidente aéreo suponga la muerte del oficial de más alto rango en morir en un accidente aéreo.

## Antecedentes
El helicóptero UH-60 "Black Hawk" es un helicóptero de un solo rotor y motor de doble turboeje producido por la compañía estadounidense Sikorsky Aircraft Corporation, ha sido adoptado por fuerzas armadas de muchos países distintos. La República de China compró un total de 60 helicópteros UH-60M Black Hawk mejorados, de los cuales  30 eran para el Ejército de la República de China, 15 para la Fuerza Aérea de la República de China y 15 para el Cuerpo de Servicio Aéreo del Ministerio del Interior. 1 de los pertenecientes al Cuerpo del Ministerio del Interior ya se había estrellado en 2018, causando la muerte de las 6 personas a bordo en aquella ocasión.

## El accidente
El 2 de enero de 2020, un helicóptero UH-60M Black Hawk con el número 933 perteneciente al Equipo Médico de Rescate de la Fuerza Aérea desapareció del radar a las 8:07 a. m. de ese día. La tripulación del vuelo incluía al general Shen Yi-ming, el entonces jefe de Estado Mayor del Ministerio de Defensa Nacional, y un grupo de 13 personas. El plan original era tomar el vuelo a Dongao, Yilan a las 7:50 a. m. para el Festival de Primavera. Debido al estado meteorológico donde apareció una Cumulonimbus que afectó a al piloto, el cual no puso ascender lo suficientemente rápido para evitarla. En algún momento tras entrar al cúmulo, el fuselaje del aparato tocó el suelo, los lados frontal y derecho del fuselaje fueron severamente dañados; tras el primer impacto, el fuselaje se deslizó hacia adelante durante unos 70 metros, y se produjo el segundo impacto, luego se detuvo. A las 9:02 a. m., el Departamento de Bomberos del Condado de Yilan, el Departamento de Bomberos de la Ciudad de Nuevo Taipéi y la Brigada de Rescate y de Rescate en Desastres del Departamento de Bomberos de la Ciudad de Keelung se enviaron inmediatamente al rescate. A las 9:17 horas, el Ministerio de la Defensa Nacional solicitó el envío del Cuerpo de Servicio Aéreo y Equipo Especial de Búsqueda y Rescate del Ministerio del Interior para apoyar la operación de búsqueda. A las 10:50 de la mañana, la Secretaría de la Defensa Nacional realizó la primera conferencia de prensa para confirmar que el helicóptero Black Hawk realizó un aterrizaje de emergencia. A las 13:30 horas, el primer equipo de rescate se puso en contacto con las personas accidentadas. A las 13:55 horas, el Ministerio de la Defensa Nacional realizó una segunda conferencia de prensa y confirmó que de las 13 personas a bordo, 5 fueron rescatadas y 8 habían fallecido.

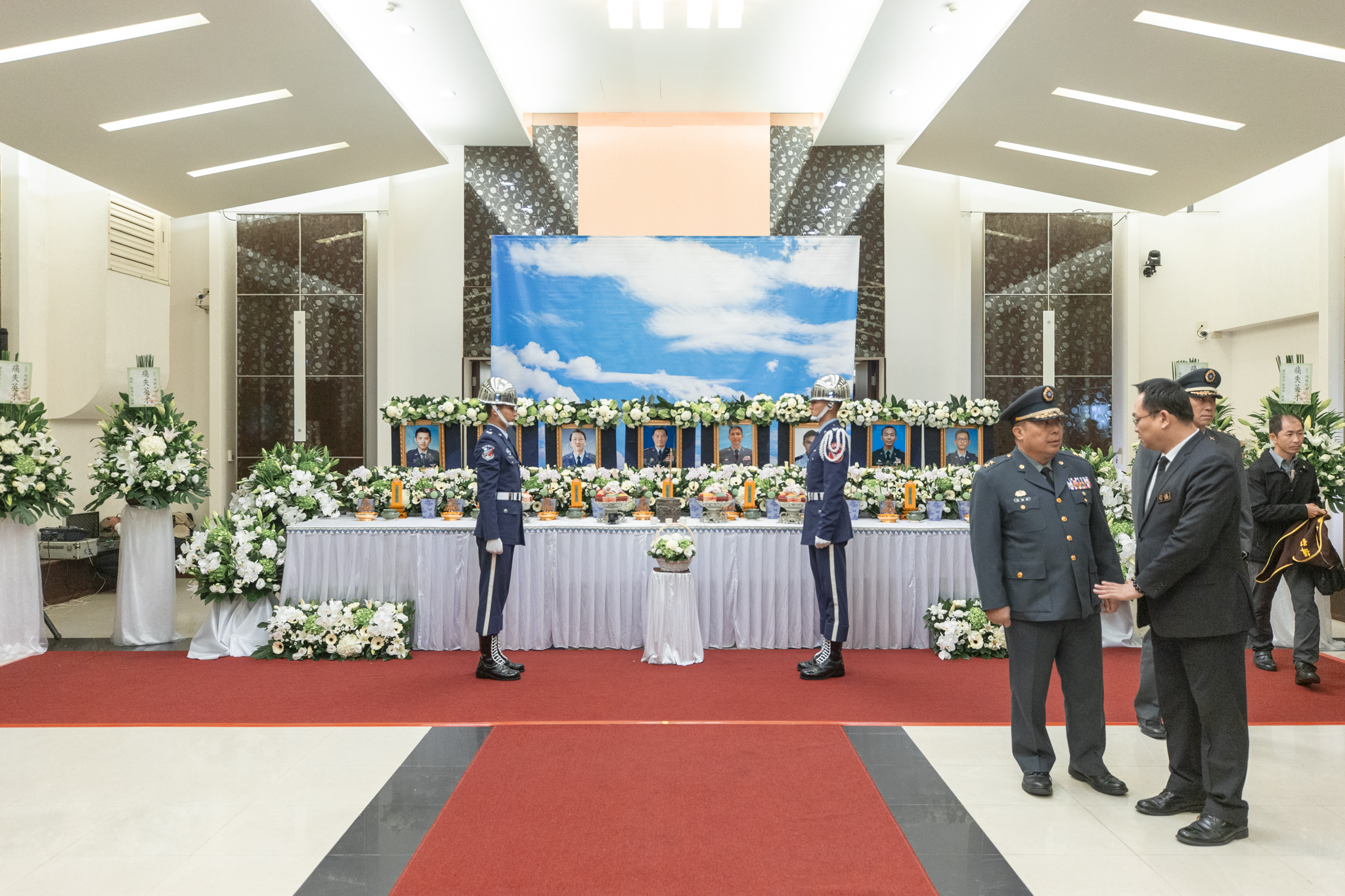
La sala de luto con los retratos instalados de los oficiales y soldados que murieron en el accidente aéreo en el Salón «Huaide» del Hospital General de Tres Servicios.

El rango de Shen Yi-ming era el de general de segundo rango antes de su muerte, lo que hace que este accidente aéreo sea el récord de rango más alto entre los oficiales del Ejército Nacional que murieron en accidentes aéreos. Tras el accidente de 1974 del Bell UH-1. Y desde que el avión de transporte Beechcraft 1900 se estrelló durante la misión de inspección del proyecto de evacuación de la defensa aérea, en otro gran accidente de las FF. AA. de la República de China.

## Accidentados
Había 3 tripulantes y 10 pasajeros. Un total de 13 tripulantes en el helicóptero que se estrelló en este accidente aéreo; 8 de ellos murieron y 5 sobrevivieron. 
| Nombre           | Rango                               | título profesional | Condición     | Notas |             |
| Tripulación      | Tripulación                         | Tripulación | Tripulación   | Tripulación | Tripulación |
| ---------------- | ----------------------------------- | --- | ------------- | --- | ----------- |
| Ye Jian-yi       | Teniente Coronel de la Fuerza Aérea | Conducción, líder del escuadrón de ambulancias del 4.º ala táctica de combate de la Fuerza Aérea                                                                            | Fallecido     | Reconocido por el coronel, póstumamente galardonado con la medalla de segunda clase de la primera clase de Gancheng.                                       |             |
| Liu Zhen-fu      | Capitán de la fuerza aérea          | Primer oficial, oficial de vuelo de ambulancia del 4.º ala táctica de combate de la Fuerza Aérea                                                                            | Fallecido     | Seguido por el mayor, póstumamente galardonado con la medalla de segunda clase de la segunda clase de Gancheng                                             |             |
| Xu Hong-bin      | Segundo Sargento de la Fuerza Aérea | Capataz, Capataz de ambulancia del 4.º ala de combate táctico de la Fuerza Aérea                                                                                            | Fallecido     | Perseguir la promoción del sargento de primera clase de la Fuerza Aérea y otorgar póstumamente la medalla de segunda clase de la segunda clase de Gancheng |             |
| pasajero         |                                     | |               | |             |
| Shen Yi-ming     | Teniente General de la Fuerza Aérea | Jefe de Estado Mayor del Ministerio de Defensa | Fallecido     | Ser ascendido a general de primer nivel, condecorado póstumamente con la Medalla del Cielo Azul y el Sol Blanco                                            |             |
| Han Zheng Hong   | Sargento Primero del Ejército       | Sargento Jefe de la Oficina del jefe de Estado Mayor del Ministerio de Defensa                                                                                              | Fallecido     | Ha sido ascendido al rango militar más alto de suboficiales y recibió póstumamente la Medalla Yunhui de Noveno Grado                                       |             |
|                  | Mayor general de la fuerza aérea    | Subjefe del Departamento de Operaciones Políticas de Defensa | Fallecido     | Chase Jin Teniente General, otorga póstumamente la Medalla Yunhui de cuarta clase                                                                          |             |
| Hong Hong-jun    | mayor general                       | Subsecretario Adjunto de la Oficina del Subsecretario del Estado Mayor de Inteligencia, Cuartel General del Estado Mayor del Departamento de Defensa                        | Fallecido     | Chase Jin Teniente General, otorga póstumamente la Medalla Yunhui de cuarta clase                                                                          |             |
| Huang Sheng-hang | Comandante de la fuerza aérea       | Ayudante y Oficial de Estado Mayor de la Jefatura de Estado Mayor de la Jefatura de Estado Mayor del Ministerio de Defensa                                                  | Fallecido     | Seguido por el teniente coronel, recibió póstumamente la medalla de segunda clase de Gancheng Clase A                                                      |             |
| Huang You-min    | Vicealmirante                       | Subsecretario del Despacho del Subjefe del Estado Mayor Logístico de la Jefatura de Estado Mayor del Ministerio de Defensa                                                  | Superviviente | |             |
| Cao Jin-ping     | Teniente General de la fuerza aérea | Subjefe de la Oficina del Subjefe del Estado Mayor de Comunicaciones e Información Electrónica, Ministerio de Defensa                                                       | Superviviente | |             |
| Liu Xiao-tang    | Mayor general de la fuerza aérea    | Director de la División de Guerra de Defensa Aérea, Oficina del Subjefe de Estado Mayor, Departamento de Defensa, Cuartel General del Estado Mayor, Departamento de Defensa | Superviviente | |             |
| Zhou Xin-yi      | Teniente coronel                    | Jefe de Estado Mayor, División de Operaciones Conjuntas, Oficina del Subsecretario de Estado Mayor, Departamento de Defensa, Cuartel General del Estado Mayor               | Superviviente | |             |
| Chen Ying Zhu    | Sargento                            | Ministerio de Defensa Agencia de noticias militares News Scholar | Superviviente | |             |

## Tras el accidente

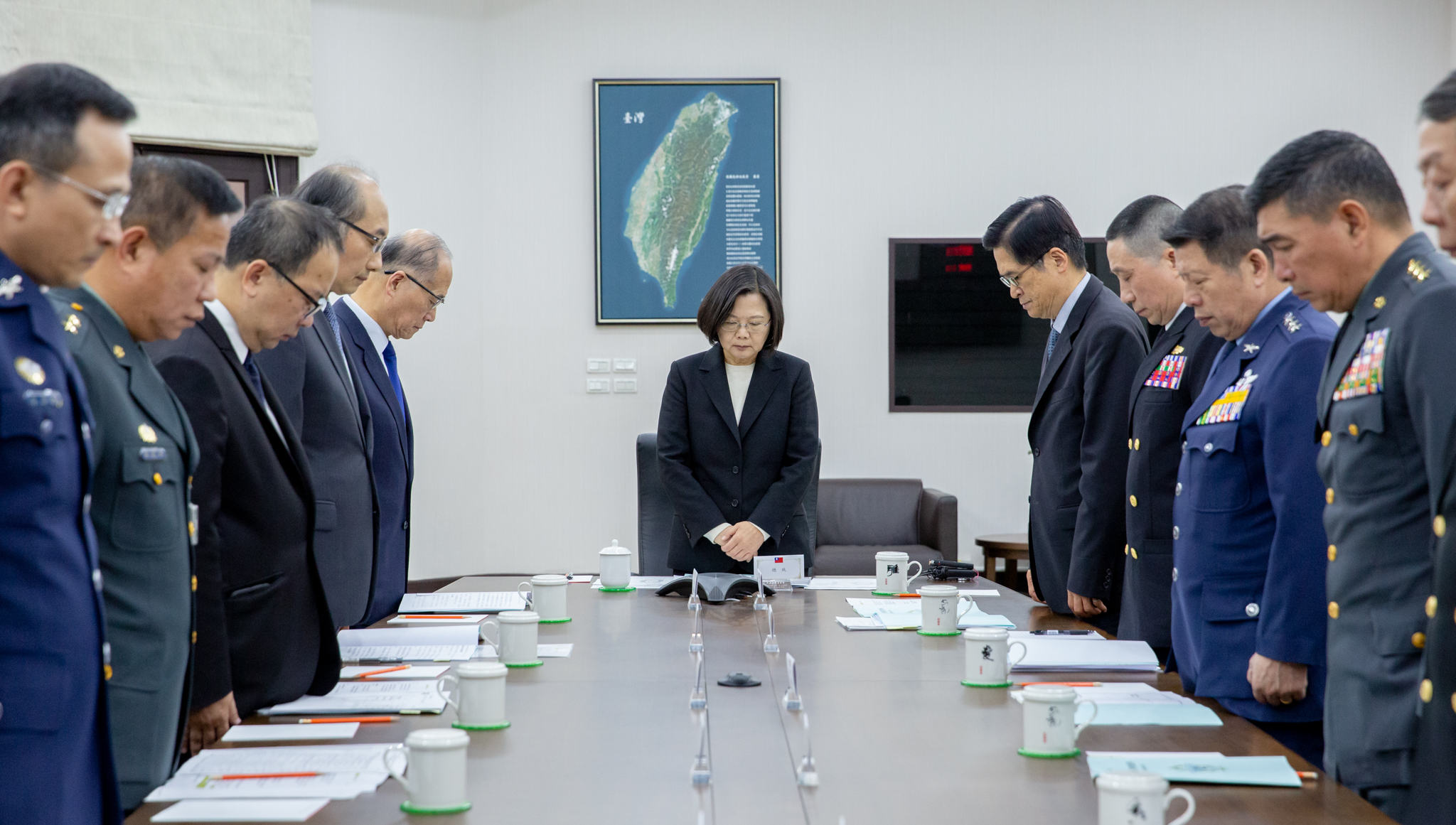
El día después del accidente, los líderes militares y políticos observaron un minuto de silencio en las reuniones de defensa y militares.

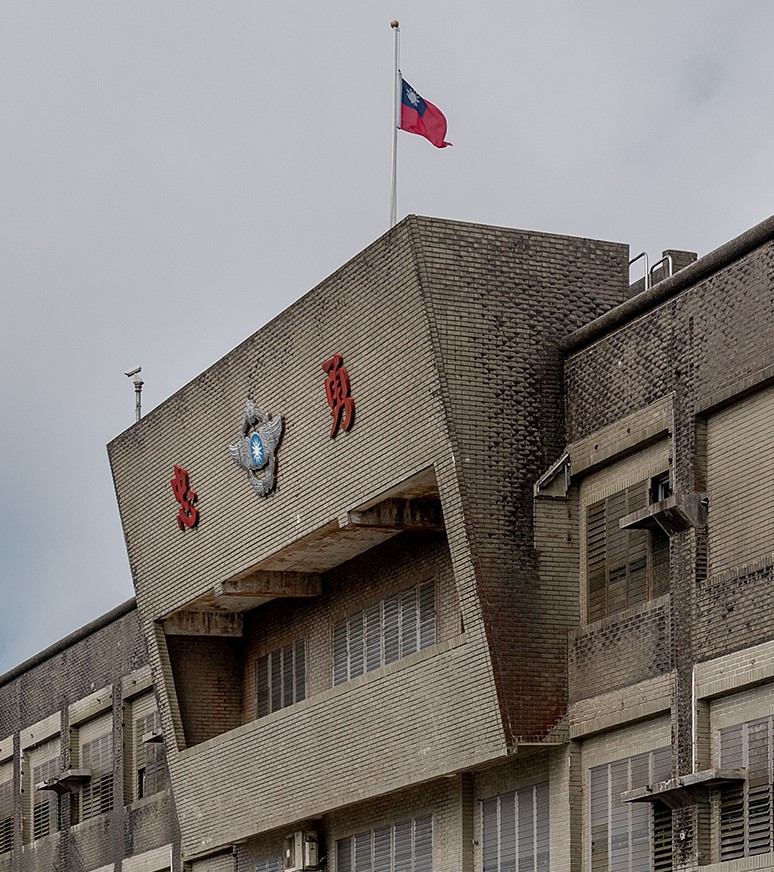
El destino original del helicóptero Black Hawk: la estación de radar de Dongaoling, la bandera se bajó a media asta después del incidente.

### Las unidades militares de defensa volaron a media asta, elecciones suspendidas
A las 15:00 horas del día del incidente, la entonces Presidenta de la República de China y Comandante en Jefe de las Fuerzas Armadas, Tsai Ing-wen llegó al Campamento Jinliujie en Yilan para conocer la situación de búsqueda y rescate del accidente. Además de expresar "luto y tristeza" por las víctimas, también instruyó a las unidades pertinentes a hacer todo lo posible para brindar apoyo y ayuda. Además, las banderas nacionales y militares de la República de China de todas las unidades militares y de defensa nacional fueron bajadas a media asta durante 3 días para el luto de los difuntos. Por otro lado, este accidente ocurrió durante la campaña de las elecciones presidenciales y legislativas de la República de China de 2020. Tsai Ing-wen, quien también era la candidata presidencial del Partido Progresista Democrático, Han Guoyu, el candidato presidencial del Kuomintang, y Soong Chuyu, el candidato presidencial del Partido Primero el Pueblo, anunciaron sucesivamente que cancelarían los actos de campaña electoral durante 2 o 3 días.